# Gora (Petrinja)
Gora falu Horvátországban, Sziszek-Monoszló megyében. Közigazgatásilag Petrinyához tartozik.

## Fekvése
Sziszek városától légvonalban 16, közúton 23 km-re délnyugatra, községközpontjától 9 km-re délnyugatra a Báni végvidék középső részén, a 37-es számú főút északi oldalán, az Utinja-patak partján fekszik.

## Története
Gora ősi település, mely már a Horvát Királyság megalapításakor zsupánság székhelyeként az ország egyik legjelentősebb települése volt. Gora első írásos említése 1201-ben történt egy birtok helyének meghatározásában „apud sanctum Clemetem in Gorra” (azaz a gorai Szent Kelemen templomnál) alakban. 1209-ben „ecclesia cruciferorum de Gora” néven szerepel. 1242-ben már a templomosok itteni várát is említik „castrum templarii de Guora” néven. A templomosoknak még a 12. század végén III. Béla király adományozott itt birtokot, akik rövidesen felépítették kolostorukat, templomaikat és várukat. A templomos rend feloszlatása után, a birtokaikat, kolostorukat és templomukat a johanniták vették át, akik egészen a törökök hódítás kezdetéig maradtak Gora birtokában. Várukat is a török hódításig 1578-ig említik. 1334-ben a zágrábi püspökség plébániáinak összeírásakor Gorának már négy temploma is volt, melyeket Szűz Mária, Szent Kelemen és Szent Péter tiszteletére szenteltek. A negyedik templom a keresztesek kolostorának a temploma volt. Valamennyit a középkori település épületeivel és a johanniták várával együtt 1591-ben a török pusztította el. Gora helye több évtizedre pusztasággá vált.
A 17. század közepére a felszabadító harcokban a keresztény seregek kiűzték a térségből a törököt, majd a század végére a török határ az Una folyóhoz került vissza. A török kiűzése után első említése 1658-ban nemesi birtokként „praedium Gora” néven történt. Csakhamar elkezdték a lerombolt templomok újjáépítését is, melyek közül a Szűz Mária és a Szent Kelemen templomot 1673-ban már újra említik. A plébániát csak 1705-ben szervezték újjá, de ettől kezdve már anyakönyveit vezették. A török uralom alóli felszabadulás után a Turopolje, a Szávamente, a Kulpamente vidékéről és a Banovina más részeiről horvát katolikus családok települtek le itt. Az újonnan érkezettek szabadságjogokat kaptak, de ennek fejében határőr szolgálattal tartoztak. El kellett látniuk a várak, őrhelyek őrzését és részt kellett venniük a hadjáratokban. 1696-ban a szábor a bánt tette meg a Kulpa és az Una közötti határvédő erők parancsnokává, melyet hosszas huzavona után 1704-ben a bécsi udvar is elfogadott. Ezzel létrejött a Báni végvidék (horvátul Banovina), mely katonai határőrvidék része lett. 1745-ben megalakult a Petrinya központú második báni ezred, melynek fennhatósága alá ez a vidék is tartozott. A település 1774-ben az első katonai felmérés térképén „Dorf Gora” néven szerepel.
A katonai határőrvidék megszűnése után Zágráb vármegye Petrinyai járásának része volt. 1857-ben 685, 1910-ben 929 lakosa volt. A 20. század első éveiben a kilátástalan gazdasági helyzet miatt sokan vándoroltak ki a tengerentúlra. 1918-ban az új szerb-horvát-szlovén állam, majd később Jugoszlávia része lett. A második világháború idején a Független Horvát Állam része volt. A háború után a béke időszaka köszöntött a településre. Enyhült a szegénység és sok ember talált munkát a közeli városokban. A délszláv háború előestéjén csaknem teljes lakossága (96%) horvát nemzetiségű volt. A falu 1991. június 25-én a független Horvátország része lett, de néhány hónap múltán 1991. szeptemberében elfoglalták a szerb erők és a Krajinai Szerb Köztársasághoz csatolták. A szerb megszállás idején a település teljesen elpusztult, a lakosságnak menekülnie kellett. A falut 1995. augusztus 6-án a Vihar hadművelettel foglalta vissza a horvát hadsereg. A háború után mindent újjá kellett építeni. A településnek 2011-ben 264 lakosa volt.

## Népesség
| Lakosság változása | Lakosság változása | Lakosság változása | Lakosság változása | Lakosság változása | Lakosság változása | Lakosság változása | Lakosság változása | Lakosság változása | Lakosság változása | Lakosság változása | Lakosság változása | Lakosság változása | Lakosság változása | Lakosság változása | Lakosság változása |
| ------------------ | ------------------ | ------------------ | ------------------ | ------------------ | ------------------ | ------------------ | ------------------ | ------------------ | ------------------ | ------------------ | ------------------ | ------------------ | ------------------ | ------------------ | ------------------ |
| 1857               | 1869               | 1880               | 1890               | 1900               | 1910               | 1921               | 1931               | 1948               | 1953               | 1961               | 1971               | 1981               | 1991               | 2001               | 2011               |
| 685                | 678                | 647                | 805                | 925                | 929                | 870                | 906                | 786                | 775                | 680                | 600                | 517                | 454                | 287                | 264                |

## Nevezetességei
- Szűz Mária mennybevétele tiszteletére szentelt római katolikus plébániatemploma[5] a 17. század közepén épült barokk stílusban a középkori gótikus plébániatemplom (12. század) maradványainak felhasználásával. A 18. század első felében átépítették, a hajó és a szentély új boltozatot kapott és egy barokk harangtornyot is építettek. A megújított templomot 1736-ban Branjug zágrábi püspök szentelte fel. A templom rövidesen ismét népszerű búcsújáróhely lett, ezért 1781-ben a búcsújárók számára egy átriumot és egy előteret építettek. A 19. században a templomot két keresztboltozattal toldották meg, oldalt pedig sekrestyével és a Szent Anna kápolnával bővítették. 1991. szeptemberében a falut elfoglaló szerbek a plébániatemplomot is lerombolták. A háború után megkezdődött az újjáépítés. Ennek során a 19. századi bővítményeket teljesen elbontották és csak a középkori eredetű épületrészek újjáépítését folytatták. A templomot négy saroktoronnyal erősített fal övezi, melyek közül az északkeleti és a délkeleti saroktornyot lebontották. A fal az északi oldalon már nincsen meg, keleti része is csak nyomokban látható és a nyugati oldalon is csak egy része áll. A két megmaradt torony ötszögletű, külső falait lőrésekkel látták el.
- A plébániatemplom feletti dombon áll az 1761-ben épített Szent János és Pál tiszteletére szentelt katolikus templom.[6] A helyén a középkorban a Szent Kelemen templom állt. A település többi középkori templomához hasonlóan ezt is fal övezte, mely 1849-ben már romos állapotban volt. Maradványait az 1880-as földrengés pusztította el. A templom 1991-ben a szerb agresszió idején súlyos károkat szenvedett, mivel négy évig a hadműveletek övezetében volt. 1995 után újjáépítették.
- A johanniták középkori vára a mai településtől egy kilométerre északra, a Gorától Petrinyára menő út melletti Pribilović-hegyen állt. A hosszúkás várhegynek meredek oldalai vannak, tetejét pedig árok osztja két részre. A kisebbik részen falazott épületek maradványai különböztethetők meg, melyek valószínűleg a két féltoronnyal és a védőtoronnyal erősített várkastély maradványai. A mellette fekvő nagyobbik részen levő zárt terület az ide menekülő lakosság elhelyezésére szolgált. A platónak ezt a részét paliszádok és falazott kerítés övezték. A várhegyet az Utinja-patak öleli körül. A lábánál található a Steklinjak-forrás. 1991 és 1995 között a vár közelében volt a város védelmi rendszerének külső vonala.[7]
- Gora központi terének keleti szélén található a Đureković ház,[8] mely a 19. században épült, téglalap alaprajzú, szabadon álló, földszintes ház, kontytetővel. A ház kőből és téglából épült. Az emeleti rész lakás céljára szolgált, a földszinten pedig egy fogadó kapott helyet a hozzá tartozó háztartási helyiségekkel. A belső teret középső teherhordó fal osztja kétsoros helyiségekre. Az épület súlyosan megsérült a horvátországi háború alatt. A Đureković-házat több éve a természetvédelmi irányelvek szerint újítják fel. Kulturális, történelmi és környezeti értéke van.